# Li Ang
Li Ang, 李昂, (* 1. September 1981 in Peking, Volksrepublik China) ist ein chinesischer Go-Profi.
Zurzeit spielt er als dritter Profi-Dan in China. Er ist der Haupttrainer der Pekinger Jugend-Go-Mannschaft. Im Laufe der Zeit hat er hunderte von jungen Go-Spielern unterrichtet, darunter Chen Yaoye (neunter Profi-Dan) und etwa 20 weitere junge Profis. Zusammen mit seiner Schwester Li Yue hat er 28 Gobücher veröffentlicht. Seit 2004 unterrichtet er auf dem Kiseido Go Server, um das Go zu fördern und neue Freunde zu gewinnen. Sein Nickname auf KGS ist lyonweiqi. Auch in Spanien, Deutschland, Österreich und in der Schweiz hat er schon Unterricht gegeben.